# Petrus Tritonius

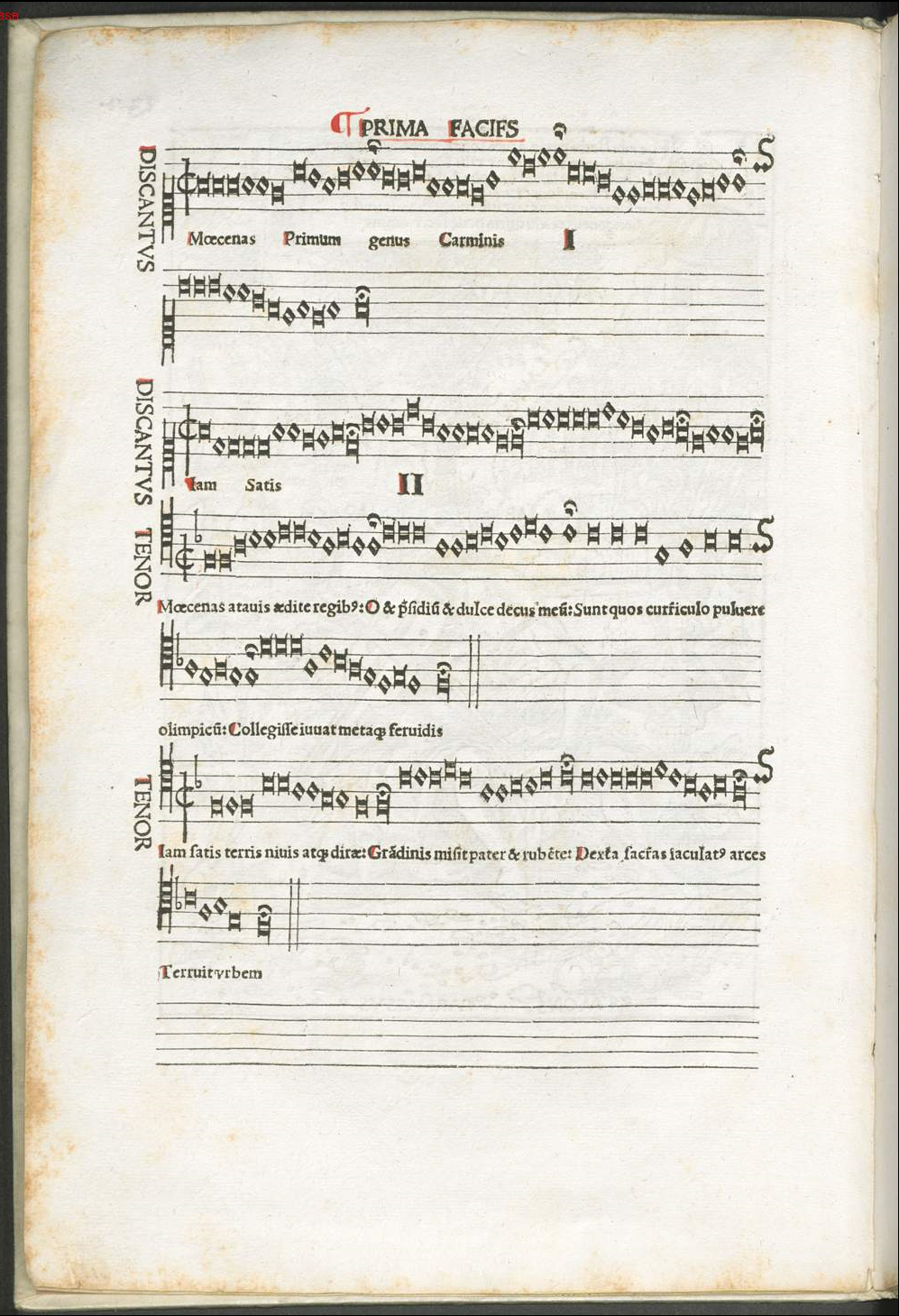
Prima Facifs, Melopoiae, 1507

Peter Tritonius Athesinus (Bozen, Tirol, 1465 - probablement Hall in Tirol, 1525) va ser un mestre d'escola del Tirol, compositor i professor de música.
El seu nom verdader era Peter Treibenreif, i va adoptar, segons el costum del temps, el nom llatí de Tritonius en acabar en la Universitat de Pàdua els estudis d'humanitats.
Establert a Viena, fou nomenat professor de literatura i música d'una societat d'erudits, la Literaria Sodalitas Danubiana per a la qual posà en música un considerable nombre d'Odes d'Horaci i altres poemes llatins. Aquestes obres i alguns himnes religiosos foren impresos i publicats a Augsburg per Erhart Oeglin el 1507; van ser primers treballs tipogràfics musicals amb tipus mòbils realitzats a Alemanya.
La seva configuració de quatre parts d'Horaci "Melopoiae" (1507) és considerada l'obra fundacional del gènere de Humanistenoden.